# Gil da Costa Marques
Gil da Costa Marques (Rio Pomba, 19 de fevereiro de 1946) é um físico, pesquisador e professor universitário brasileiro.
É professor titular do Instituto de Física da Universidade de São Paulo e membro da Academia Brasileira de Ciências. Foi presidente da Sociedade Brasileira de Física de 1987 a 1991 e da Federação Latinoamericana das Sociedades de Física de 1989 a 1992. É autor de vários livros de ciência e didáticos.

## Biografia
Gil nasceu em Piraúba, então distrito de Rio Pomba, em Minas Gerais, em 1946. É filho de filho de Modesto Cândido da Costa Marques e Angelina de Oliveira Marques. Fez o ginásio no Instituto Petropolitano de Ensino, em Petrópolis (1958 a 1961) e o científico no Instituto Adventista de Ensino, em São Paulo (1962 a 1964).
Bacharel em Física pela Faculdade de Filosofia, Ciências e Letras da Universidade de São Paulo em 1969, concluiu o mestrado e o doutorado pelo Instituto de Física dessa mesma universidade em 1972 e em 1975, respectivamente, com estágio de pós-doutorado pela European Center For Nuclear Research em 1980, pela Texas A&M University System em 1993, aperfeiçoamento em Física pelo Instituto de Física da USP(1969), aperfeiçoamento em Física pelo Instituto de Física da USP(1970) e aperfeiçoamento em Física pelo Instituto de Física da USP (1971).
Desde 1995 é membro associado da Academia Brasileira de Ciências. e Professor Titular da Universidade de São Paulo, membro da Sociedade Brasileira de Física, Membro do Board of Directors da Pan American da Pan American Association For Physics, da Academia Brasileira de Ciências, da Sociedade Brasileira para o Progresso da Ciência - São Paulo e da American Physical Society. Tem experiência na área de Física, com ênfase em Física das Partículas Elementares e Campos. Atuando principalmente nos seguintes temas:Campo de Renormalização Comportamento Assintótico, Equação de Callan-Symanzik, Quebra Espontânea de Simetria, Restauração de Simetria e Transição de Fase.
É casado com Silvana Moraes Marques, tiveram quatro filhos: Juliana, Mario, Alberto e André.

## Publicações
- L. N. de Oliveira ; V. Bindilatti ; MARQUES, G. C. . Física Universitária 2 - Oscilações e Ondas, Termodinâmica, Mecânica dos Fluidos. 1. ed. São Paulo: EDUSP, 2019. 556p.
- MARQUES, G. C.. Física Universitária 1 - Mecânica Básica. 1. ed. São Paulo: EDUSP, 2018. 512p.
- MARQUES, G. C.. Mecânica Clássica para Professores. 1º. ed. São Paulo: Edusp - Editora da USP, 2014. v. 01. 624p.
- MARQUES, G. C.; BAGNATO, V. S. ; MUNIZ, S. R. . Fundamentos de Matemática II. 1. ed. SÃO PAULO: Editora da Universidade de São Paulo, 2014. 301p.
- MARQUES, G. C.. Eletromagnetismo para Ciências. 1. ed. SÃO PAULO: Editora da Universidade de São Paulo, 2014. 348p.
- MARQUES, G. C.. Fundamentos de Matemática I. 1. ed. SÃO PAULO: Editora da Universidade de São Paulo, 2014. 460p.
- MARQUES, G. C.. Mecânica para Ciências. 1. ed. SÃO PAULO: Editora da Universidade de São Paulo, 2014. 448p.
- MARQUES, G. C.. Mecânica Clássica para professores. 1. ed. São Paulo: EDUSP, 2014. 624p.
- Marcelo Crespo (Org.) ; MARQUES, G. C. (Org.). Crimes Digitais. 1. ed. São Paulo: Saraiva, 2011. 242p.
- MARQUES, G. C.. Do que Tudo é Feito. 1. ed. São Paulo: EDUSP - Editora da USP, 2010. v. 1. 356p.
- MARQUES, G. C.; David . Gestão de TI nas Universidades Públicas de São Paulo. 1. ed. São Paulo: Editora Livraria da Física, 2008. v. 1. 108p.
- MARQUES, G. C.; CRISTINA, T.. Planejamento Estratégico para TI na USP. 1. ed. São Paulo: Editora Livraria da Física, 2007. v. 1. 285p.
- MARQUES, G. C.. IFUSP: Passado, Presente e Futuro. São Paulo: Editora Livraria da Física, 2005. v. 1. 225p.
- MARQUES, G. C.. Física Tendências e Perspectivas. São Paulo: Editora Livraria da Física, 2005. v. 1. 342p.